# Konstantin Miller
Konstantin Konstantinowicz Miller (ros. Константи́н Константи́нович Ми́ллер, ur. 28 kwietnia 1836 w guberni petersburskiej, zm. 2 czerwca 1911 w Petersburgu) – rosyjski polityk, wicegubernator kielecki, gubernator płocki i piotrkowski, senator, tajny radca.

## Życiorys
w 1855 roku ukończył naukę ze stopniem oficerskim w petersburskim 2. Korpusie Kadetów. W czasie wojny krymskiej służył w oddziałach ochraniających wybrzeże Liwonii. W latach 1863–64 brał udział w walkach przeciwko powstańcom 1863 roku. Karierę wojskową zakończył w 1865 roku.
Latem 1893 roku, jako gubernator piotrkowski, został odznaczony Orderem Świętej Anny I klasy. 6 grudnia 1902 roku otrzymał za wybitne zasługi Cesarski i Królewski Order Orła Białego.
We wrześniu 1896 roku nadano mu tytuł członka honorowego Łódzkiego Chrześcijańskiego Towarzystwa Dobroczynności.
Był żonaty z Aleksandrą z Koncewiczów (zmarła 4 października 1893 w Piotrkowie Trybunalskim w wieku 52 lat po długiej i ciężkiej chorobie; została pochowana dwa dni później na miejscowym cmentarzu). 19 stycznia 1896 roku poślubił w Warszawie byłą przełożoną gimnazjum żeńskiego w Łodzi – Masłową.